# زکری آرتور
زکری آرتور (انگلیسی: Zackary Arthur؛ زادهٔ ۱۲ سپتامبر ۲۰۰۶) بازیگر اهل ایالات متحده آمریکا است. وی از سال ۲۰۱۳ میلادی تاکنون مشغول فعالیت بوده‌است.
از فیلم‌ها یا برنامه‌های تلویزیونی که وی در آن نقش داشته‌است می‌توان به موج پنجم، مامان و بابا، و چاکی اشاره کرد.